# Бушуев, Сергей Михайлович
Сергей Михайлович Бушуев (1920 — ?) — токарь Московского автозавода имени Сталина (ЗиЛ), лауреат Сталинской премии 1952 года.

## Биография
В 1940—1946 гг. служил в ВМФ (Балтийский флот), трюмный машинист подводной лодки.
После демобилизации пришёл на Московский автозавод имени Сталина (ЗиЛ), окончил фабрично-заводское училище и работал токарем в ремонтно-механическом цехе.
В 1950 году выступил инициатором скоростной резки металла и, используя керамический резец, довёл скорость резания твёрдой стали до 2 650 метров в минуту. Это позволило обработать деталь, на которую по норме положено было затратить 2 часа 35 минут, всего за 3 минуты 15 секунд.
Отвечая на письмо голландского токаря И. Сандерса, который усомнился в таком результате, Бушуев писал: «Мы работаем не на хозяина, а на самих себя. Каждый из нас с полным основанием чувствует себя хозяином своей страны. Поэтому ясно, что рабочие наряду с инженерами, техниками и мастерами стремятся осуществить различные усовершенствования, позволяющие повысить производительность труда».
В 1954 году без отрыва от производства окончил станкоинструментальное отделение автомеханического техникума. Какое-то время после этого продолжал работать токарем.
В 1965 и 1970 годах упоминается как мастер ремонтно-механического цеха Завода имени Лихачёва.
Сталинская премия 1952 года — за коренные усовершенствования методов производственной работы.
Автор статьи:
- Бушуев, С. М. Опыт скоростного точения сталей. В книге «Передовой опыт новаторов машиностроения». М., 1954, с. 128—136.